# Алуа
Алуа́ (каз. Алуа) — село у складі Аркалицької міської адміністрації Костанайської області Казахстану. Входить до складу Кайиндинського сільського округу.
Населення — 64 особи (2021; 158 у 2009, 541 у 1999, 793 у 1989).